# 狩口台きつね塚古墳
狩口台きつね塚古墳（かりぐちだいきつねづかこふん）は、兵庫県神戸市垂水区狩口台にある古墳。形状は円墳。神戸市指定史跡に指定され、出土品は神戸市指定有形文化財に指定されている。

## 概要
兵庫県南部、明石海峡を望む丘陵上に単独で築造された古墳である。1979年（昭和54年）・1992年（平成4年）に調査が実施されている。
墳形は円形で、直径24メートルを測る。墳丘は2段築成。墳丘表面で葺石・埴輪は認められていない。墳丘周囲には当該時期としては珍しく二重の周濠が巡らされており、幅は約3メートル・5メートルを測り、外濠は直径52メートルを測る。埋葬施設は両袖式の横穴式石室で、南西方向に開口する。石室全長9.5メートルを測り、石室内からは組合式家形石棺のほか、馬具・鉄製品・須恵器などの多数の副葬品が検出されている。築造時期は古墳時代後期の6世紀後半頃（580年頃）と推定され、7世紀初頭頃までの追葬が認められる。
古墳域は1997年（平成9年）に神戸市指定史跡に指定され、出土品は同年に神戸市指定有形文化財に指定された。現在では石室は埋め戻され、墳丘・周濠は復元整備のうえで公開されている。

## 遺跡歴
- 1979年（昭和54年）、調査[1]。
- 1992年（平成4年）、発掘調査・復元整備工事（神戸市教育委員会、1995年に概報刊行）[1]。
- 1997年（平成9年）10月23日、神戸市指定史跡に指定、出土品が神戸市指定有形文化財に指定[4][3]。

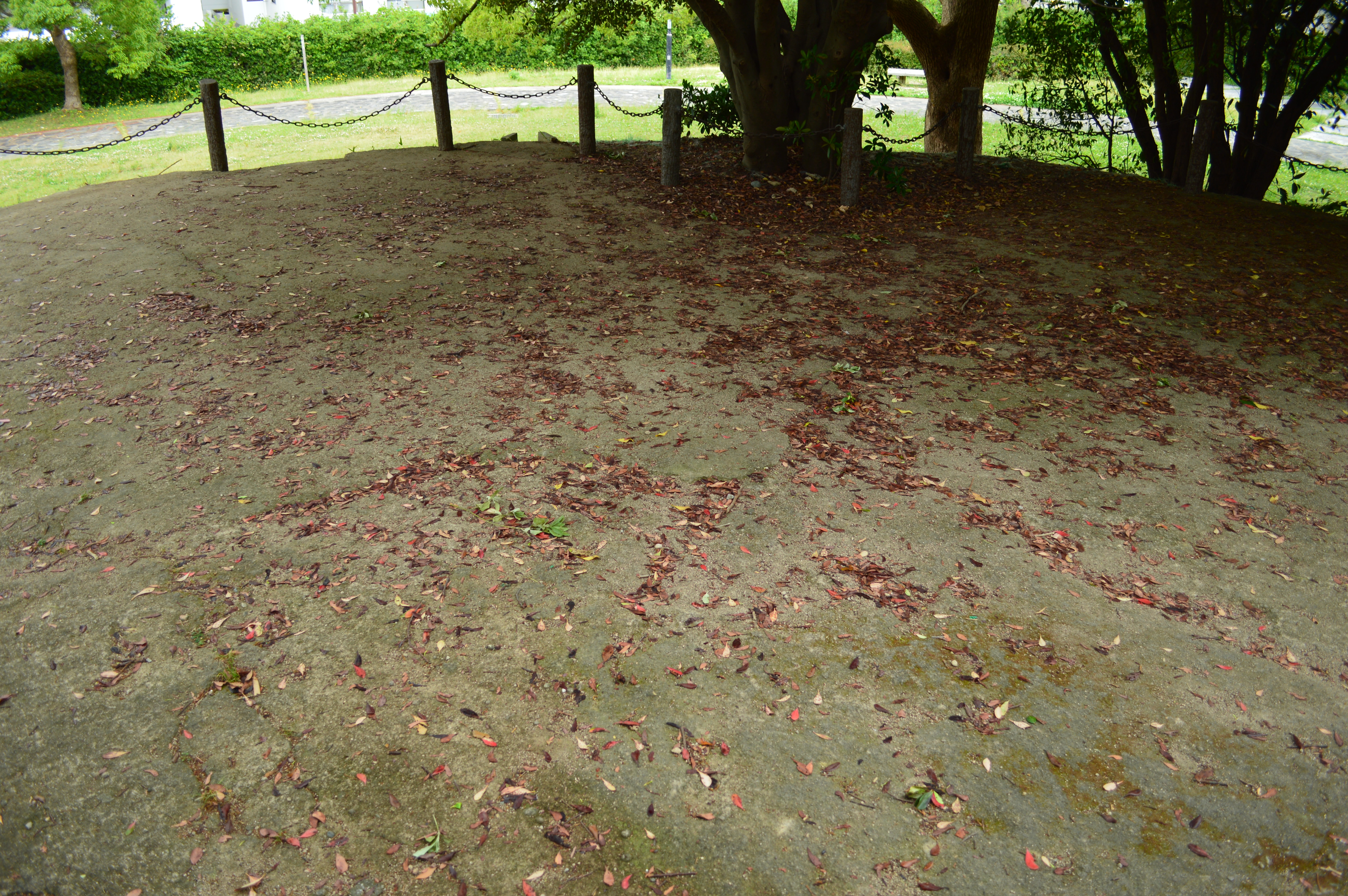
墳頂
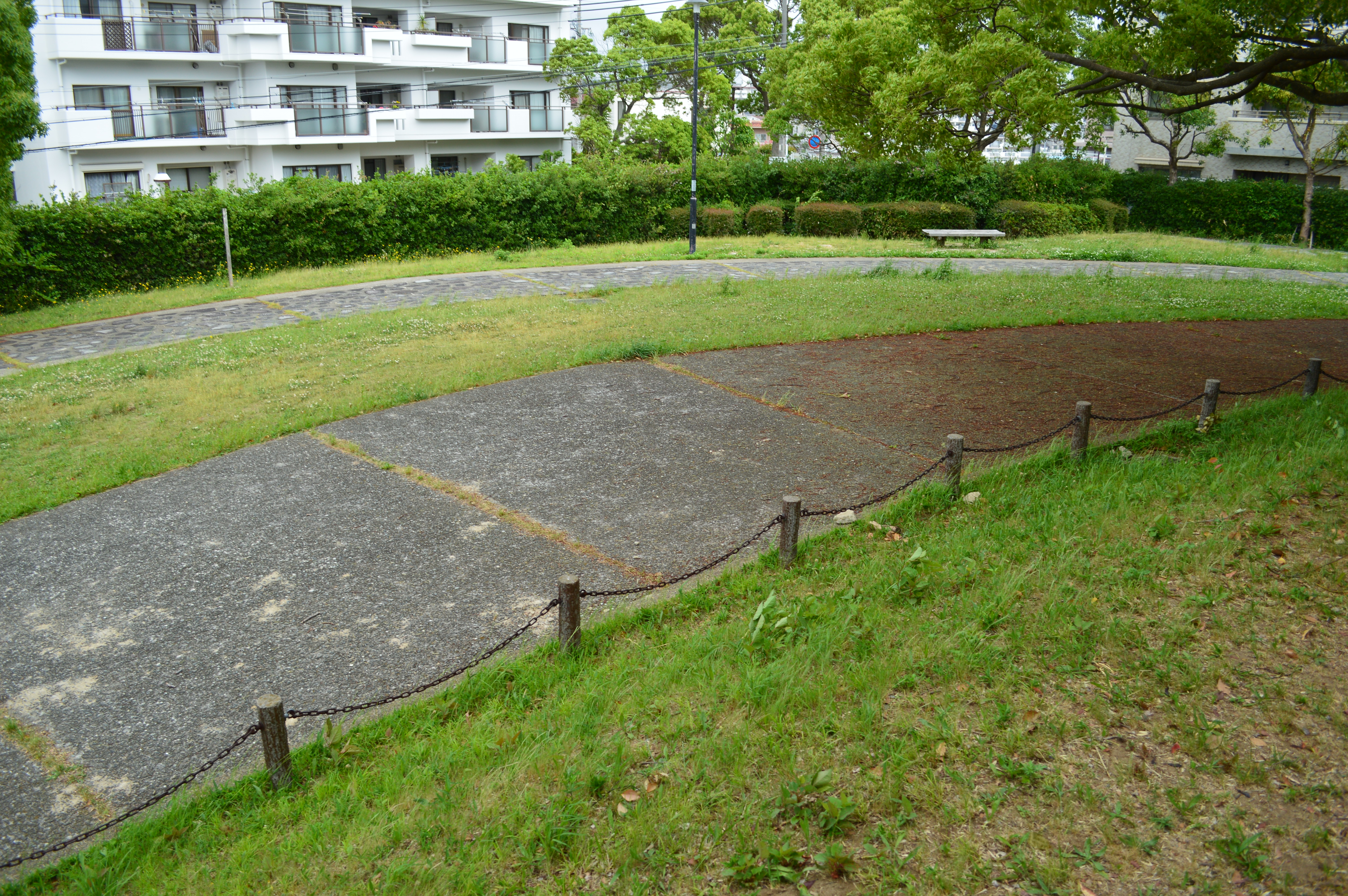
周濠部分の遺構標示

## 埋葬施設

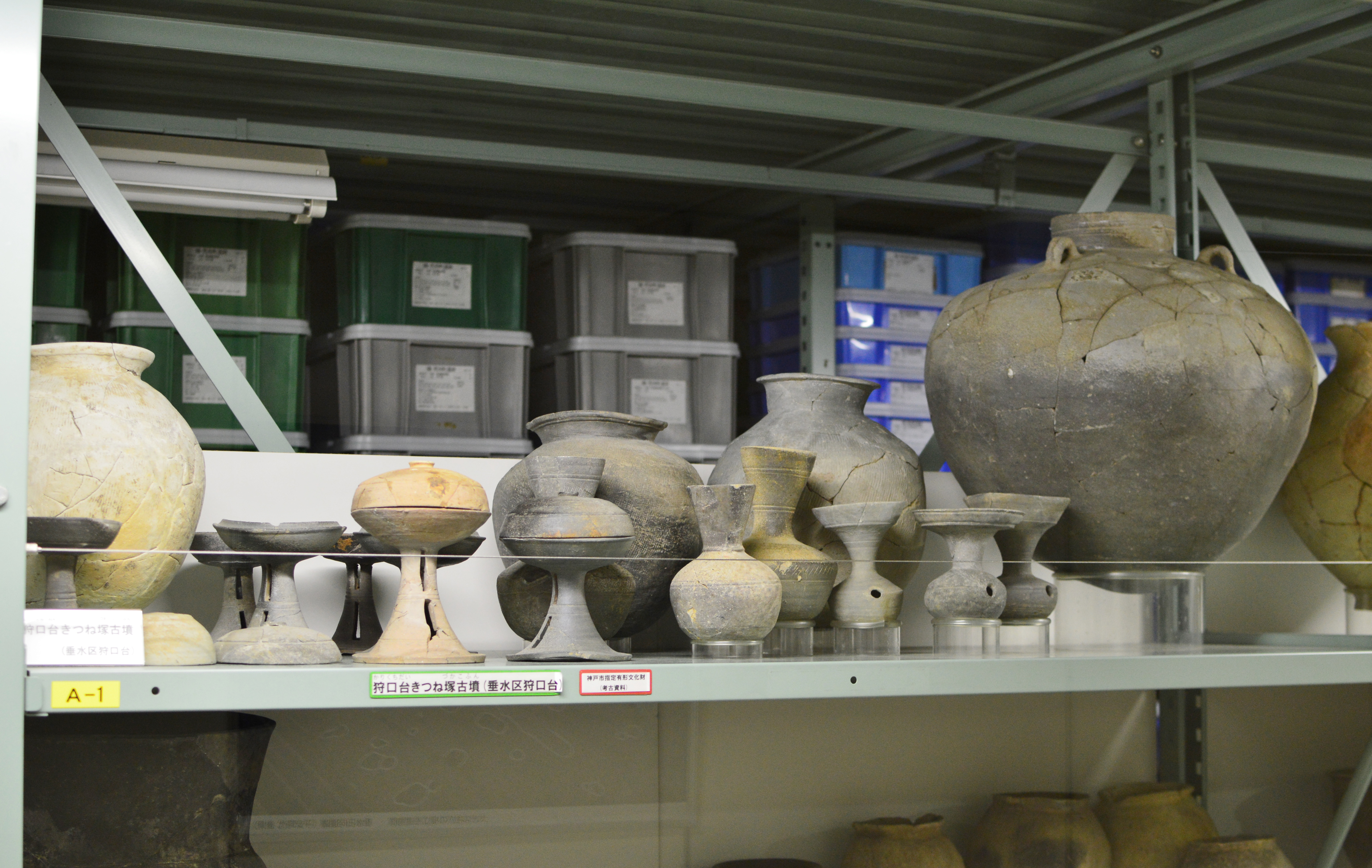
出土品（神戸市指定文化財）神戸市埋蔵文化財センター展示。

埋葬施設としては両袖式横穴式石室が構築されており、南西方向に開口する。羨道の前面には墓道・排水溝が認められる。石室の規模は次の通り。
- 石室全長：9.5メートル
- 玄室：長さ4.5メートル、幅2.2メートル、残存高さ2.5メートル（推定復元約3メートル）
- 羨道：長さ5メートル、幅1.5メートル
- 墓道：長さ6メートル、幅1.7メートル

調査時点ですでに石室上部の側壁と天井石は欠失する。玄室の奥壁は巨石の2段積み。玄門部では左右に立石が、床面に梱石が配される。
石室内の床面としては2面が確認されており、上層からは赤色顔料が塗布された組合式家形石棺片・金銅装馬具（鏡板・雲珠・杏葉・辻金具）・須恵器（高坏・𤭯）・鉄製品（鐙・鏃・刀・刀子・釘）などが、下層からは鉄製品（馬具）・須恵器などが検出されている。

## 文化財

### 神戸市指定文化財
- 有形文化財
  - 狩口台きつね塚古墳出土品 145点（考古資料） - 神戸市埋蔵文化財センター保管。1997年（平成9年）10月23日指定[4]。
- 史跡
  - 狩口台きつね塚古墳 - 1997年（平成9年）10月23日指定[3]。

## 関連施設
- 神戸市埋蔵文化財センター（神戸市西区糀台） - 狩口台きつね塚古墳の出土品等を保管。

## 関連文献
（記事執筆に使用していない関連文献）
- 『平成4年度 遺跡現地説明会資料』神戸市教育委員会、1994年。 - リンクは奈良文化財研究所「全国遺跡報告総覧」。
- 『平成4年度 神戸市埋蔵文化財年報』神戸市教育委員会、1995年。 - リンクは奈良文化財研究所「全国遺跡報告総覧」。